# Fons Matthias Hickmann

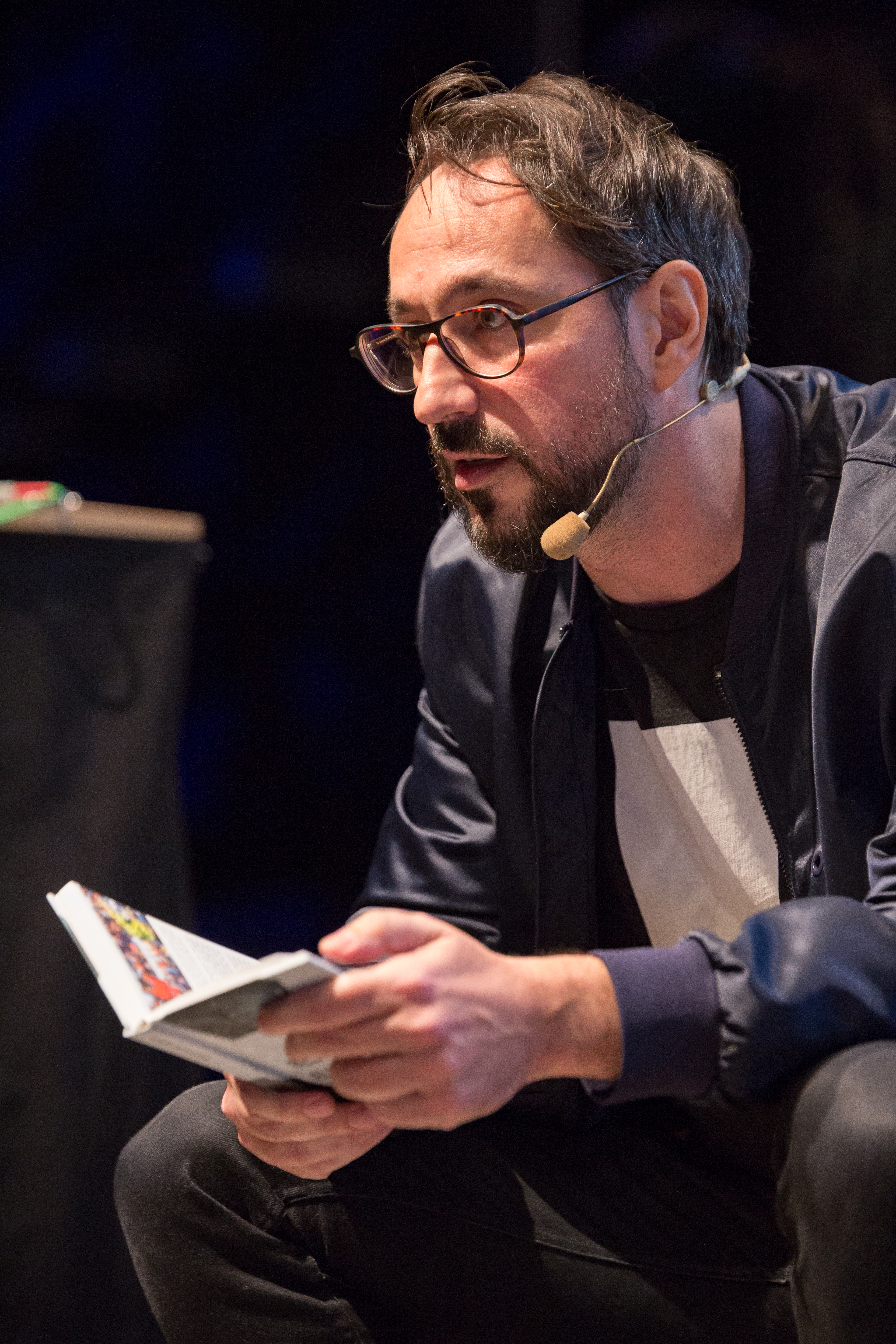
Fons Hickmann liest aus Das Beste Spiel aller Zeiten auf der See-Conference (2016)

Fons Hickmann (* 1966 in Hamm) ist ein deutscher Grafikdesigner, Typograf, Autor und Professor an der Universität der Künste Berlin.

## Leben
Hickmann studierte Kommunikationsdesign am Fachbereich Design der Fachhochschule Düsseldorf, Ästhetik und Medientheorie in Wuppertal. Das Design-Studio Fons Hickmann m23 in Berlin legt Schwerpunkte auf die Entwicklung komplexer Kommunikationssysteme, Corporate Design, Buch-, Plakat-, Magazin- und Webdesign.
2001 gewann Fons Hickmann m23 den Wettbewerb für das Corporate Design der Kieler Woche. Seine Arbeiten waren auf allen internationalen Designbiennalen vertreten. Hickmann war bis zum Ende 2007 ordentlicher Professor an der Universität für angewandte Kunst Wien, ehe er ab dem Sommersemester 2007 den Lehrstuhl für Grafik-Design/Kommunikationsdesign in der Fakultät Gestaltung an der Universität der Künste Berlin übernahm. Zuvor lehrte er an den Universitäten Essen und Dortmund. Er ist Mitglied im Type Directors Club New York, der Alliance Graphique Internationale (AGI) und dem Art Directors Club of Germany (ADC). Das interdisziplinäre Designlabor Bremerhaven berief Hickmann von 2006 bis 2012 in den Vorstand. 2012 bis 2014 gehörte er der Fachjury des „Designpreises der Bundesrepublik Deutschland“ an. Ab 2020 Juror des Sächsischer Staatspreis für Design. Seit 2018 ist er Präsident des Fachverbandes 100 Beste Plakate.
Die gemeinsam mit zehn weiteren Deutschen Gestaltern initiierte Aktion „11 Designer für Deutschland“ hatte mit großem Medienecho das Bewusstsein für Grafikdesign in die Öffentlichkeit getragen und das nach Ansicht der Initiatoren peinliche Logo der Fußballweltmeisterschaft 2006 in Deutschland zu verhindern. Sein Fußballfachwissen akkumulierte in der Herausgabe der Publikation Das Beste Spiel aller Zeiten – ein Minutenprotokoll aus 100 Jahren Fußballgeschichte.
Fons Hickmann und sein Studio wurden eingeladen, bei der Eröffnung des weltweit ersten Museums für Grafik-Design „Graphic Design Museum“ in Breda auszustellen. Die Ausstellung European Championship of Graphic Design wurde am 11. Juni 2008 von der niederländischen Königin Beatrix eröffnet.
Das Berliner Studio Fons Hickmann m23 erhielt über 200 Auszeichnungen u. a. Golden Bee Award Moskau, iF Award in Gold, ADC Award von Deutschland, Europa und den USA, LeadAward in Gold, den Joseph Binder Award in Gold, Silber und Bronze. 2012 ehrte die Triennale Trnava Fons Hickmann für sein Gesamtwerk mit dem Master’s Eye Award.
Zunehmend widmet sich Fons Hickmann der Herausgabe von Fachliteratur zu unterschiedlichsten Wissensgebieten von Fotografie über Medientheorie bis Fußball und popkulturellen Erscheinungen.

## Publikationen
- Mit Erich Brechbühl, Fons Hickmann, Lea Hinrichs, Sam Steiner, Sven Lindhorst-Emme (Hrsg.): The Neubad Plakat – A Contemporary Design Phenomenon. slanted publisher 2023, ISBN 978-3-948440-49-7.
- Mit Pascal Kress (Hrsg.): Morgen und davor – 100 Arbeiten aus 10 Jahren Klasse Hickmann. Verlag Hermann Schmidt, Mainz 2017, ISBN 978-3-87439-888-6.
- Mit Sven Lindhorst-Emme (Hrsg.): Anschlag Berlin: Zeitgeistmedium Plakat. Seltmann+Söhne, Berlin 2015, ISBN 978-3-944721-56-9.
- Mit Büsges, Gehrs (Hrsg.): Das Beste Spiel aller Zeiten. Kein & Aber Verlag Zürich 2014, ISBN 978-3-0369-5700-5.
- Mit Galling-Stiehler, Haebler, Schulz (Hrsg.): Ästhetik & Kommunikation. Als Ob – Produktive Fiktionen. 2014, ISBN 978-3-00-044911-6.
- Mit Morlok, Conrads (Hrsg.): Liebeslexikon. Verlag Hermann Schmidt, Mainz 2016, ISBN 978-3-87439-879-4.
- Mit Barber, Wagenbreth (Hrsg.): Taschenlexikon der Angst. Verlag Hermann Schmidt, Mainz 2012, ISBN 978-3-87439-842-8.
- Beyond Graphic Design – Klasse Fons Hickmann. Verlag Hermann Schmidt, Mainz 2007, ISBN 978-3-87439-741-4.
- Fons Hickmann – Touch Me There. Die Gestalten Verlag, Berlin/London 2005, ISBN 3-89955-079-X.
- Fons Hickmann & Students. Hesign China Youth Press 2004, ISBN 7-5006-5665-3.
- Displace yourself_! Unrealized Material by Fons Hickmann. Universität für angewandte Kunst, Wien 2002.
- (Hrsg.): Parallelwelten. Die Gestalten Verlag, Berlin/London 2000, ISBN 3-931126-51-X.